# 테임즈 전투
테임즈 전투(또는 모라비안타운 전투로 알려짐)는 대영제국을 상대로 1812년 전쟁에서 미군이 결정적인 승리를 거둔 전투였다. 1813년 10월 5일 오늘 날의 어퍼캐나다 온타리오주 채트햄 근처에서 발발했다. 이 전투로 쇼니 족 지도자 테쿰세가 전사했고, 그가 이끌던 인디언 연맹의 붕괴를 가져왔다.

## 배경
영국군과 미군이 북서부 영토의 지배권을 둘러싸고 일으킨 전쟁이다. 영국과 미국과 각각 동맹을 맺은 인디언 부족 이 전투에 참가했지만, 미군의 결정적인 승리로 돌아가고, 영국군과 동맹을 맺은 쇼니 족 인디언 영웅 테쿰세가 전사했다. 결과적으로 영국군과 인디언의 동맹도 소멸했다.
1813년 9월 올리버 해저드 페리가 지휘하는 미국 해군이 이리호 전투에서 결정적인 승리를 거두었다. 영국군 헨리 프록터 장군은 보급선을 잃는 것을 우려하여, 테쿰세의 조언도 받아들이지 않고 마루덴 요새에서 철수를 시작했다. 미국군 윌리엄 헨리 해리슨 장군은 프록터를 쫓아 어퍼캐나다로 들어갔다. 테쿰세는 여러 번 프록터를 설득해 미군과 교전을 맞서자고 했다. 결국 프록터가 조언을 받아들여, 템즈의 모라비아 타운에서 해리슨과 대치하게 되었다.